# Whitton (Lincolnshire)
Whitton is een civil parish in het bestuurlijke gebied North Lincolnshire, in het Engelse graafschap Lincolnshire met 212 inwoners.